# Nederlandse Financierings-Maatschappij voor Ontwikkelingslanden

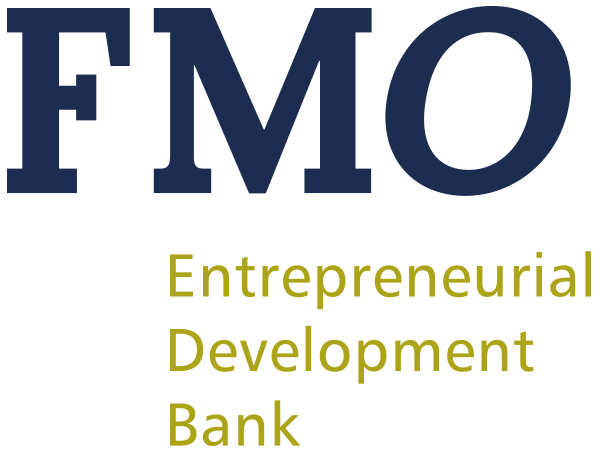
Logo van de FMO

De Nederlandse Financierings-maatschappij voor Ontwikkelingslanden (FMO) (Engels: Dutch Entrepeneurial Development Bank) is een Nederlandse ontwikkelingsbank die is opgezet als een bilaterale internationale financiële instelling gevestigd in Den Haag. FMO beheert fondsen voor de ministeries van Buitenlandse Zaken en Economische Zaken van de Nederlandse overheid om de ontwikkelingsimpact van particuliere investeringen te maximaliseren. Het heeft een vergunning als bank en staat onder toezicht van De Nederlandsche Bank.
FMO werd in 1970 door de Nederlandse overheid opgericht en is sindsdien zelfstandiger geworden. De Nederlandse overheid bezit 51% van de aandelen, maar FMO opereert als een commercieel bedrijf en maakt het ook mogelijk dat andere organisaties in haar fondsen investeren. Door de relatie met de Nederlandse overheid is het in staat om risico's te nemen die commerciële financiers niet kunnen of willen nemen. De ontwikkelingsbank ontving sinds 2009 zo'n 486 miljoen subsidie voor alle fondsen die ze beheert.

## Mauritius Leaks
In juli 2019 werd de FMO genoemd in de 'Mauritius Leaks', dat betreft 200.000 gelekte belastingdocumenten van het offshore advieskantoor Conyers, Dille & Pearman op Mauritius. De papieren waren gelekt naar het Internationaal Consortium of Investigative Journalists (ICIJ), waarvan het Nederlandse dagblad Trouw deel uitmaakt.
De FMO zou jarenlang met Nederlands overheidsgeld het Ierse, beursgenoteerde mijnbouwbedrijf Kenmare hebben gefinancierd. Kenmare exploiteert in Mozambique de grootste titaniummijn ter wereld en ontdook volgens de documenten sinds 2007 belasting via Mauritius. De FMO verstrekte sinds 2004 leningen aan Kenmare en nam aandelen in het bedrijf ter waarde van zeker 44 miljoen euro.
Verder blijkt uit de gelekte documenten dat de FMO in 2012 een miljoenenkrediet verstrekte aan een beursgenoteerde investeringsmaatschappij met een omzet van vele miljarden dollars dat de bouw van mobiele netwerken in Nigeria en Kameroen via Mauritius laat lopen.

## Honduras
In december 2021 kwam naar buiten dat de bank een bedrijf financierde, waarvan de topman werd veroordeeld voor moord op een mensenrechtenactiviste in Honduras.